# Handelsrätt
Handelsrätt är ett område inom juridiken som behandlar delar av juridiken som är av vikt inom nationell samt internationell handel.